# Служба рада Рајха
Служба Рада Рајха (Reichsarbeitsdienst; RAD) је била главна организација основана у нацистичкој Немачкој као агенција која помаже у ублажавању ефеката незапослености на немачку економију, милитаризује радну снагу и индоктринира је нацистичком идеологијом. То је била званична државна служба рада, подељена на засебне одсеке за мушкарце и жене.
Од јуна 1935. па надаље, мушкарци између 18 и 25 година могли су служити шест месеци пре служења војног рока. Током Другог светског рата, обавезна служба је такође укључивала младе жене, а СРР се развио у помоћну формацију која је пружала подршку оружаним снагама Вермахта.

## Оснивање
У току Велике депресије, немачке владе Вајмарске републике под канцеларом Хејнрих Брунинг по хитном декрету је основао Freiwilliger Arbeitsdienst ('Добровољна радна услуга', ФАД), 5. јуна 1931, две године пре доласка нацистичке партије (НСДАП) на власт. Организација за запошљавање коју је спонзорисала држава пружала је услуге пројектима грађанског и уређења земљишта, а од 16. јула 1932. године на њеном челу је био Фридрих Сируп у званичном чину рајхкомесара. Као што назив каже, учешће је било добровољно све док је постојала Вајмарска република.
Концепт је усвојио Адолф Хитлер, који је након нацистичког преузимања власти 1933. именовао Константина Хиерла за државног секретара у Министарству рада Рајха, одговорног за питања ФАД-а. Хиерл је већ био високорангирани члан НСДАП-а и шеф партијске радничке организације, Nationalsozialistischer Arbeitsdienst или НСАД. Хиерл је развио концепт организације државне радне службе сличне војсци Рајхсвера, у циљу спровођења обавезне службе. Замишљена као избегавање прописа утврђених Версајским уговором из 1919. године, добровољност је првобитно задржана након протеста Женевске Светске конференције о разоружању .
Хиерл је ривалство са министром рада Франц Селдте довело до припадности својој канцеларији као ФАД Reichskommissar са Министарством унутрашњих послова под његовом партијском сарадник Вилхелм Фрик. 11. јула 1934. НСАД је преименован у Reichsarbeitsdienst или РАД са Хиерлом као директором до краја Другог светског рата. Законом издатим 26. јуна 1935, РАД је поново успостављен као спој многих ранијих радничких организација формираних у Немачкој током Вајмарске републике, са Хиерлом именованим за вођу рада Рајха (Reichsarbeitsführer) према Führerprinzip-у. Уз огромну финансијску подршку њемачке владе, чланови РАД-а су требали пружати услуге за пројекте цивилне и пољопривредне изградње. Према закону о радној служби од 26. јуна 1935:
1. Радничка служба Рајха је почасна служба немачком народу.
2. Сви млади Немци оба пола дужни су да служе свом народу у служби рада Рајха.
3. Радничка служба Рајха треба да васпитава немачку омладину у духу националсоцијализма према националној заједници и правом радничком односу, пре свега према дужном поштовању физичког рада.
4. Радна служба Рајха је намењена за обављање добротворних послова.

## Организација
РАД је био подељен на два велика одељења, један за мушкарце (Reichsarbeitsdienst Männer – РАД/М) и добровољни, од 1939. обавезни одсек за младе жене (Reichsarbeitsdienst der weiblichen Jugend – РАД/вЈ).
РАД се састојао од 33 округа, сваки назван Arbeitsgau (Радни округ) слично Gaue-ом пододељцима Нацистичке партије. На челу сваког од ових округа био је официр Arbeitsgauführer са штабним особљем и Wachkompanie (гардијска чета). Под сваким округом налазило се између шест и осам Arbeitsgruppen (радних група), формација величине батаљона од 1200–1800 људи. Ове групе су биле подељене у шест јединица РАД- величине абтеилунгкомпаније.
Регрутовано особље је морало да се пресели у радне касарне. Сваки припадник РАД-а био је снабдевен лопатом и бициклом. Паравојна униформа је уведена 1934. године; поред свастика армбанда, РАД симбол, беџ на руци у облику лопате и ножа, је приказан у горњем левом рамену свих униформи и капута носе сво особље. Мушкарци и жене морали су да раде до 76 сати недељно.

## Рат
РАД је класификован као Wehrmachtgefolge (Помоћне одбрамбене снаге). Помоћне снаге са овим статусом, иако нису биле део самих Оружаних снага, пружиле су тако виталну подршку да су добиле заштиту Женевском конвенцијом . Неки, укључујући РАД, били су милитаризовани.
Непосредно пре избијања Другог светског рата, готово све РАД јединице биле су удружене у Хеер 'а Bautruppen (Грађевинарске трупе), као целисходно да се брзо повећати њихов број, иначе у неколико случајева пренетих Луфтвафену да формира основу нових ратних грађевинских јединица за ту службу. Брзо су формиране нове јединице које су их смениле.
Током раних ратних норвешких и западних кампања, стотине јединица РАД-а биле су ангажоване на снабдевању трупа на линији фронта храном и муницијом, поправљању оштећених путева и изградњи и поправци узлетишта. Током рата, РАД је био укључен у многе пројекте.  Јединице РАД-а су изградиле обална утврђења (многи припадници РАД-а радили су на Атлантском зиду), поставили су минска поља, посадили утврђења, па чак и помагали у чувању виталних локација и затвореника.
Улога РАД-а није била ограничена на функције подршке у борби. Стотине РАД јединица добиле су обуку као противваздушне јединице и биле су распоређене као РАД Флак батерије.  Неколико јединица РАД-а је такође учествовало у борби на источном фронту као пешадија. Како је немачка одбрана била девастирана, све више и више припадника РАД-а је било посвећено борби. Током последњих месеци рата, припадници РАД-а су формирали 6 главних јединица фронта, које су биле укључене у озбиљне борбе. На западном фронту трупе РАД-а су коришћене као појачање 9. СС инжењеру Абту (СС-капетан Милер) у борбама да преузму северни крај моста Арнхем од британских падобранаца под командом пуковника. Фроста. Ова акција је била током операције Маркет-Гарден у септембру 1944. године. Примећено је да трупе РАД-а нису имале никаквог борбеног искуства. Извештај СС-капетана Милера закључује: „Ови људи су у почетку били прилично скептични и невољни, што није било изненађујуће. Али када су стављени на право место, много су нам помогли; а временом су се потпуно интегрисали поставши добри и поуздани другови“. Губици ових трупа били су на стотине.

## Опрема
- Лугер пиштољ
- Панцерфауст
- MP 3008
- MG 08